# Gaius Hostilius Mancinus
Gaius Hostilius Mancinus (C. Hostilius A. f. L. n. Mancinus) was een Romeins politicus, die als consul in 137 v.Chr. tegen Numantia werd uitgezonden en door Plutarchus omschreven als "niet een man zonder moed doch een van ongelukkigste Romeinse veldoversten".
Gaius was rond 140 v.Chr. praetor, mogelijk praetor urbanus, en zat in die hoedanigheid de senaat voor bij de goedkeuring van het Senatus consultum de Narthaciensibus et Melitaeensibus.
Mancinus werd vervolgens in 137 v.Chr. samen met Marcus Aemilius Lepidus Porcina tot consul aangesteld. Men vertrouwde nu aan Gaius, als opvolger van Marcus Popillius Laenas, de oorlog tegen Numantia toe. Maar uit verscheidene voortekenen zou zijn gebleken dat zijn tocht naar Hispania fout moest aflopen, al werd ook het gebrek aan discipline in zijn leger als oorzaak voor zijn falen aangeduid. Want na meerdere nederlagen te hebben geleden, trachtte de in paniek geraakte Mancinus - die volgens sommige bronnen door het valse bericht dat de Cantabri en Vaccaei de Numantijnen ter hulp zouden komen - 's nachts met zijn soldaten zijn legerkamp te ontvluchten. De Numantijnen ontdekten dit echter en maakten zich niet enkel meester van het verlaten kamp, maar zouden de achterhoede vernietigen en Mancinus' leger zo in het nauw drijven dat hem geen andere keuze restte dan tot onderhandelingen over te gaan. De Numantijnen wensten echter enkel met Tiberius Sempronius Gracchus, die als quaestor onder de consul diende, te onderhandelen, omdat deze zowel een goede reputatie genoot als het feit dat diens gelijknamige vader voorheen met de Numantijnen een verdrag had afgesloten. Tiberius ging dus over tot onderhandelingen met hen en wist zo de levens van twintigduizend Romeinse burgers te redden. Volgens andere bronnen zou het Gaius zelf zijn geweest, die dit verdrag zou hebben gesloten.
Mancinus werd nu door zijn collega, Marcus Aemilius Lepidus Porcina, vervangen en naar Rome teruggeroepen om zich voor de senaat te verantwoorden. Men vond dit verdrag zo'n schande dat de senaat weigerde dit te ratificeren en men besloot Hostilius naakt en gebonden aan de Numantijnen uit te leveren (volgens Cicero zou Mancinus zelf dit senatus consultum van de consuls Lucius Furius Philus en Sextus Atilius Serranus hebben verdedigd), zoals voorheen na de Slag bij de Caudijnse passen officieren zouden zijn uitgeleverd aan de Samnieten, al zouden volgens sommige bronnen de Numantijnen hebben geweigerd hem als gevangene in ontvangst te nemen. Tiberius Gracchus, die eveneens vreesde te worden uitgeleverd, zou volgens sommige bronnen door de voorspraak van het volk en zijn schoonbroer, Publius Cornelius Scipio Aemilianus Africanus minor, hieraan zijn ontkomen (waarbij Scipio werd verweten niets te hebben gedaan om Mancinus' uitlevering te voorkomen) terwijl andere weer zeggen dat dit een reden was waarom Tiberius zich kandidaat stelde voor het ambt van tribunus plebis (aangezien dit ambt hem tegen enige vervolging beschermde).
Gaius Hostilius Mancinus lijkt na deze vernederende episode te zijn mogen terugkeren naar Rome en zelfs terug in de senaat zitting hebben genomen, want in 136 v.Chr. zou een zekere Publius Rutilius, toentertijd tribunus plebis, hebben gezegd dat Mancinus uit de senaat moest worden verwijderd omdat hij door zijn uitlevering aan de Numantijnen - zelfs als deze hem niet als gevangene hadden aanvaard - zijn Romeins burgerrecht had verspeeld. Ook oud-consul Publius Mucius Scaevola verdedigde de stelling dat Gaius Hostilius Mancinus zijn Romeinse burgerrechten moest worden ontnomen en deze niet kon terugkrijgen wegens zijn - weliswaar niet aanvaarde - overgave aan de Numidiërs.

## Antieke bronnen
- Appianus, Iberica 79-80.
- Eutropius, Breviarum ab urbe condita IV 17.
- Florus, Epitome I 34.4-7.
- Iulius Obsequens, Liber de prodigiis 24/83.
- Titus Livius, Periochae LV.
- Martianus Capella, De nuptiis Philologiae et Mercurii V 456.
- Orosius, Historiae adversus Paganos V 4.19-5.11;
- Plutarchus, Vita Tiberii Gracchi 5-7.
- Quintilianus, Institutio Oratoria VII 4.12-13.
- Marcus Tullius Cicero, De Haruspicum Responsis 43, De re publica III 18/28, De Oratore I 181, 238, II 137, De officiis III 109.
- Valerius Maximus, Facta et dicta memorabilia I 6 § 7, II 7 § 1.
- Velleius Paterculus, Historia Romana II 1.4-5, 2.1, 90.3.